# Мытник (Вожегодский район)
Мытник — деревня в Вожегодском районе Вологодской области.
Входит в состав Бекетовского сельского поселения (с 1 января 2006 года по 9 апреля 2009 года входила в Пунемское сельское поселение), с точки зрения административно-территориального деления — в Пунемский сельсовет.
Расстояние по автодороге до районного центра Вожеги — 75 км, до центра муниципального образования Бекетовской — 25 км. Ближайшие населённые пункты — Тигино, Зуево, Конечная, Строкавино.
По переписи 2002 года население — 32 человека (14 мужчин, 18 женщин). Всё население — русские.